# التحقيق والإيضاح
التحقيق والإيضاح لكثيرٍ من مسائل الحج والعمرة والزيارة على ضوء الكتاب والسنة هو كتاب كتبه الشيخ عبد العزيز بن باز مفتي السعودية كمختصر لمسائل الحج والعمرة وزيارة مسجد النبي ﷺ في المدينة المنورة. 
وقد طُبع الكتاب لأول مرة عام 1363 هـ، وقد خضع لعددٍ من التعديلات على يد المؤلف نفسه بعد ذلك العام، فبسط بعض مسائله وزاد في التحقيقات.
وكتب في المقدمة:
| التحقيق والإيضاح | فهذه رسالة مختصرة في الحج وبيان فضله وآدابه، وما ينبغي لمن أراد السفر لأدائه وبيان مسائل كثيرة مهمة في مسائل الحج والعمرة والزيارة على سبيل الاختصار والإيضاح، قد تحريت فيها ما دل عليه كتاب الله وسنة رسول الله صلى الله عليه وسلم. | التحقيق والإيضاح |

## مضمون الكتاب
يعد هذا الكتاب كتابًا مختصرًا شاملًا في هذا الموضوع، فقد كُتب في 94 صفحة، تناول المؤلف فيها 3 موضوعات (الحج والعمرة والزيارة) في مقدمة (وأصبحت اثنتان في الطبعات اللاحقة) وخمسة فصول، وهي:
1- فصل في أدلة وجوب الحج والعمرة والمبادرة إلى أدائهما.
2- فصل في وجوب التوبة من المعاصي والخروج من المظالم.
3- فصل فيما يفعله الحاج عند وصوله إلى الميقات.
4- فصل في المواقيت المكانية وتحديدها.
5- فصل في أن من وصل إلى الميقات في غير أشهر الحج ينوي بإحرامه العمرة.

## منهج المؤلف في الكتاب
1- اعتنى المؤلف بتقديس هذا الركن من أركان الإسلام، فبدأ كتابه بأدلة وجوبه.
2- الشمول والاختصار قدر الإمكان: فقد كتب كتابه في 94 صفحة. ولم يضع سند الأحاديث، ولا مكانها في مرجعها، إنما كان يورد اسم المرجع (كأن يقول «أخرج مسلم في صحيحه» أو «أخرجه أحمد وأبو داوود والترمذي»)، وأحيانًا لا يورده.
3- كثرة الاستشهاد بالأحاديث والآيات القرآنية: وذلك حتى في مقدمة الكتاب. فذكر في المقدمة قوله تعالى: ﴿وَذَكِّرْ فَإِنَّ الذِّكْرَى تَنْفَعُ الْمُؤْمِنِينَ ۝٥٥﴾ [الذاريات:55] كاستدلال على دافعه في كتابة الكتاب، وقوله تعالى: ((وتعاونوا على البر والتقوى)) [المائدة: 2]. وكذلك حديث رسول الله ﷺ حين قال: ((الدين النصيحة)) ثلاثًا، قيل لمن يا رسول الله؟ قال: ((لله ولكتابه ولرسوله ولأئمة المسلمين وعامتهم)).

## مزايا الكتاب
للكتاب مزايا متعددة، بعضها خاص بالكتاب نفسه، وبعضها بموضوع الكتاب، وهي:
1- في أنه تناول أحد أركان الإسلام الخمسة. وهو ركنٌ يحتاج المرء فيه لكتابٍ يقرأه عنه، فلا يتعلمه في صغره كبقية الأركان، فكان لهذا الكتاب أهمية في هذا الشأن.
2- الاختصار والشمول. رغم أنه تعرض بعد ذلك لإضافات وزوائد وفوائد أخرى أضيفت إليه.
3- العناية التي حظي بها الكتاب من مؤلفه ومن فقهاء آخرين، فقد وصلت عدد طبعات الكتاب أكثر من 30 طبعة في حياة المؤلف. كما كُتبت عليه شروح، أهمها شرح عبد الله بن جبرين، وسماه «الإفصاح شرح كتاب التحقيق والإيضاح».
4- استشهاده بآيات قرآنية وأحاديث نبوية في كل فصول الكتاب.